# Sotenäs kommun
Sotenäs kommun är en kommun i Västra Götalands län, i före detta Göteborgs och Bohus län. Centralort är Kungshamn.
Kommunen består av ett sprickdalslandskap på en platå vars berggrund domineras av bohusgranit. Bohusgraniten har under lång tid varit en viktig del av det lokala näringslivet som i början av 2020-talet var baserat på fiske, stenindustri och turism.
Sedan kommunen bildades 1974 och fram till 2020 har folkmängden legat stabilt mellan 9 006 och 9 830 personer. Efter flera mandatperioder med borgerligt styre fick kommunen efter valet 2022 ett socialdemokratiskt styre.

## Administrativ historik
Kommunens område motsvarar socknarna Askum, Kungshamn, Malmön och Tossene, alla i Sotenäs härad. I dessa socknar bildades vid kommunreformen 1862 landskommuner med motsvarande namn, men där landskommunen för Kungshamn även kallades Gravarne landskommun. Malmöns landskommun bildades dock först 1909 genom en utbrytning ur Askums landskommun. 1924 bildades Smögens landskommun genom en utbrytning ur Kungshamns landskommun.
Inom området fanns följande municipalsamhällen:
- Gravarne och Bäckevik inrättat 14 september 1894, upplöst vid utgången av 1959
- Hasselösund inrättat 14 september 1894, upplöst vid utgången av 1953
- Smögen inrättat 14 september 1894, upplöst vid utgången av 1953
- Tången inrättat 14 september 1894, upplöst vid utgången av 1959
- Malmön inrättat 20 april 1900, upplöst vid utgången av 1959
- Hovenäset inrättat 28 februari 1902, upplöst vid utgången av 1953
- Hunnebostrand inrättat 6 februari 1903, upplöst vid utgången av 1960
- Bovallstrand inrättat 27 november 1903, upplöst vid utgången av 1959
- Väjern inrättat 22 december 1905, upplöst vid utgången av 1959
- Ulebergshamn inrättat 29 oktober 1926, upplöst vid utgången av 1959

Vid kommunreformen 1952 bildades Södra Sotenäs landskommun (av Askums, Malmöns och Kungshamns landskommuner) medan Smögens landskommun och Tossene landskommun förblev opåverkade.
Vid kommunreformen 1971 bildades kommunerna Smögen, Södra Sotenäs och Tossene genom ombildning av motsvarande landskommuner. Sotenäs kommun bildades 1974 genom sammanläggning av dessa tre kommuner.
Kommunen ingår sedan bildandet i Uddevalla tingsrätts domsaga.

## Geografi

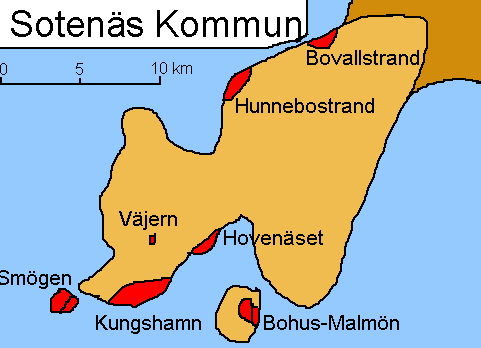
Detaljkarta

Kommunen är belägen i de mellersta delarna av landskapet Bohuslän med Skagerrak i väster.
Geografiskt utgör kommunen en halvö, Sotenäset, som i väster och söder begränsas av Skagerrak, i norr av Bottnafjorden och öster av Åbyfjorden. I norr gränsar kommunen även till Tanums kommun, i öster till Munkedals kommun och i sydost till Lysekils kommun.

### Topografi och hydrografi
Berggrunden i området som utgör kommunen består i huvudsak av bohusgranit. Den ligger på en platå vars höjder domineras av kalspolad hällmark. Vegetationen utmed dalsidorna utgörs ofta av lövskog. Genom landskapet bryter sprickdalar så som Bottnefjorden och Åbyfjorden, vilka är kommungränser i norr och sydöst. I dalgångarna förekommer finkorniga lerjordar samt en del isälvsavlagringar som delvis omlagrats till klapperstensfält. Avlagringarna är på många platser blandade med skal och skalfragment av musslor och snäckor. Detta har gett förutsättningar för ängsmarker med en rik flora. Hällmarker och hedvegetation dominerar i västra delarna och på öarna.
Nedan presenteras andelen av den totala ytan 2020 i kommunen jämfört med riket.
|  | Bebyggelse (10,7 %) |

|  | Skog (33,0 %) |

|  | Öppen myrmark (0,9 %) |

|  | Jordbruksmark (16,5 %) |

|  | Övrig mark (39,0 %) |

|  | Bebyggelse (3,1 %) |

|  | Skog (68,0 %) |

|  | Öppen myrmark (7,2 %) |

|  | Jordbruksmark (7,4 %) |

|  | Övrig mark (14,3 %) |

### Naturskydd
År 2023 fanns åtta naturreservat i Sotenäs kommun, däribland Hållöarkipelagen i skärgården och Sandön. Ungefär fyra  procent (11,8 procent av landytan) av Sotenäs kommuns areal hade år 2019 skydd i form av naturreservat, naturvårdsområden, naturminnen och biotopskydd. Detta motsvarade 1 629 hektar.

### Administrativ indelning
Fram till 2016 var kommunen för befolkningsrapportering indelad i tre församlingar: 
- Hunnebostrands församling
- Södra Sotenäs församling
- Tossene församling

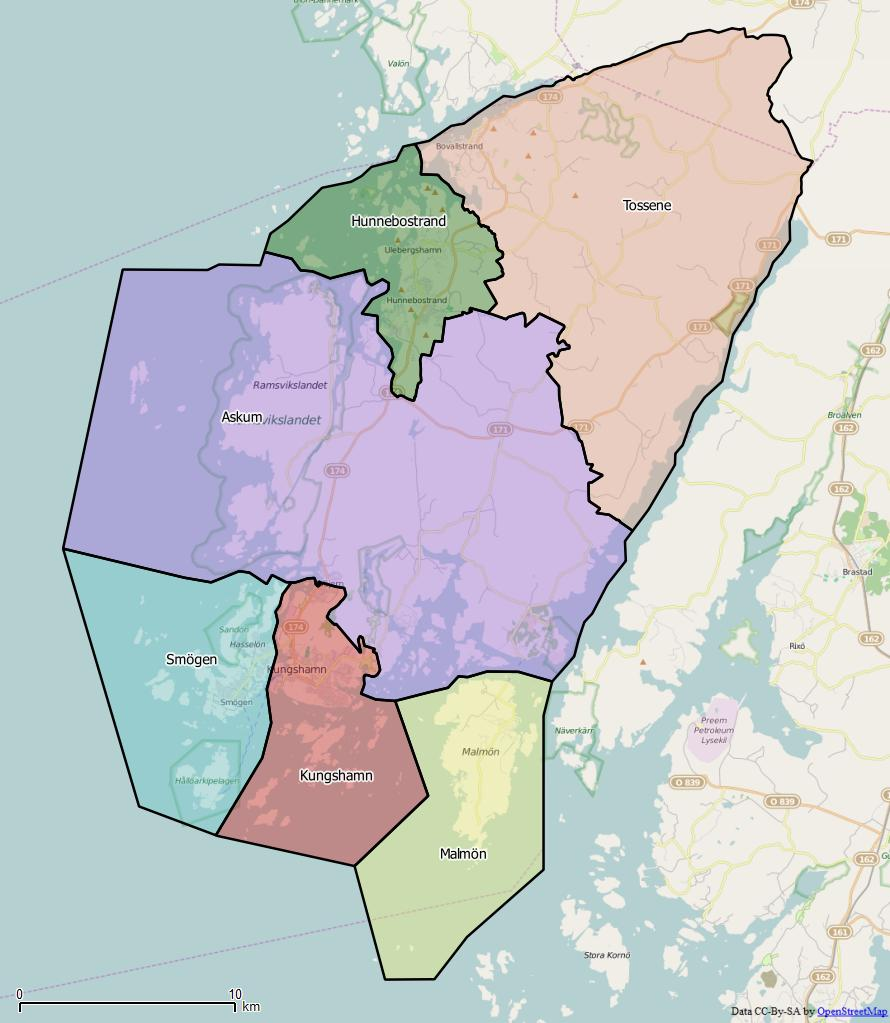
Distrikt inom Sotenäs kommun

Från 2016 indelas kommunen istället i sex distrikt: Askum, Hunnebostrand, Kungshamn, Malmön, Smögen och Tossene.

### Tätorter

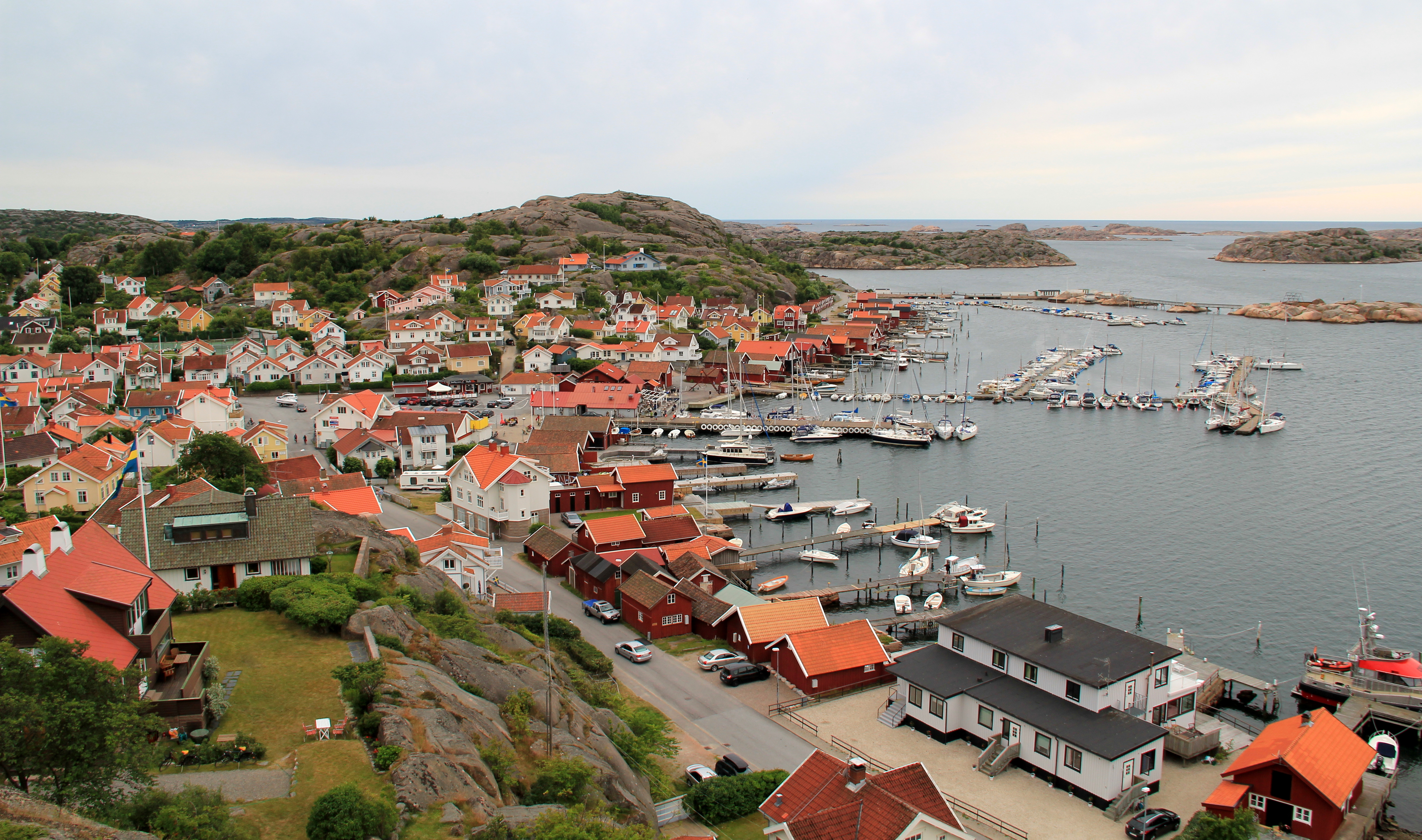
Bovallstrand på Sotenäs.

År 2020 bodde 82,1 procent av kommunens invånare i någon av kommunens tätorter, vilket var lägre än motsvarande siffra för riket där genomsnittet var 87,6 procent. Vid Statistiska centralbyråns tätortsavgränsning 2020 fanns det fyra tätorter i Sotenäs kommun:
| Tätort                       | Befolkning |
| ---------------------------- | ---------- |
| Smögen, Kungshamn och Väjern | 4 743      |
| Hunnebostrand                | 2 006      |
| Bovallstrand                 | 455        |
| Malmön                       | 267        |

## Styre och politik

### Styre
Mandatperioden 2010–2014 styrdes kommunen av Alliansen i koalition med Nya Sotenäspartiet. Tillsammans samlade partierna 19 av 31 mandat i kommunfullmäktige. Efter valet 2014 stannade Alliansen kvar vid makten med 17 av 31 mandat. Alliansen gick fram i valet 2018, vilket ledde till att de behöll majoriteten. Ingen av de traditionella blocken samlade egen majoritet i valet 2022. Socialdemokraterna tog därför makten i minoritet genom en valteknisk samverkan med Vänsterpartiet och Miljöpartiet samt genom "diskussioner med Alliansen och Demokratiresan".
| År        | Partier | Partier | Partier | Partier | Partier | Partier |
| --------- | ------- | ------- | ------- | ------- | ------- | ------- |
| 2010–2014 | M       | FP      | C       | KD      | NSP     |         |
| 2014–2018 | M       | FP      | C       | KD      |         |         |
| 2018–2022 | M       | L       | C       | KD      |         |         |
| 2022–     | S       | V       | MP      |         |         |         |

### Kommunfullmäktige

#### Presidium
| Presidium 2022–2026    | Presidium 2022–2026 | Presidium 2022–2026 |
| ---------------------- | ------------------- | ------------------- |
| Ordförande             | S                   | Jan Ulvemark        |
| Förste vice ordförande | M                   | Nils-Olof Bengtsson |
| Andre vice ordförande  | DemR                | Göran Hahne         |

#### Mandatfördelning 1973–2022
| 19 | 9 | 9 | 4 |

| 36 |

| 19 | 9 | 8 | 5 |

| 37 |

| 19 | 8 | 7 | 7 |

| 34 | 7 |

|  | 19 | 8 | 5 |  | 7 |

| 36 |

|  | 16 | 7 | 5 | 5 |  | 6 |

| 36 |

|  | 17 |  | 5 | 5 | 6 |  | 5 |

| 32 | 9 |

|  | 14 |  |  | 5 | 5 | 5 | 2 | 7 |

| 32 | 9 |

|  | 18 | 2 | 3 | 3 | 5 |  | 8 |

| 27 | 14 |

| 2 | 16 |  | 4 | 2 | 3 | 3 | 10 |

| 28 | 13 |

|  | 17 |  | 3 | 2 | 5 | 3 | 9 |

| 25 | 16 |

| 13 |  | 3 | 2 | 6 | 3 | 13 |

| 25 | 16 |

|  | 10 |  |  |  | 3 | 2 | 12 |

| 15 | 16 |

|  | 10 |  | 2 | 2 | 3 |  | 11 |

| 18 | 13 |

|  | 8 |  | 3 | 3 | 2 |  | 12 |

| 19 | 12 |

|  | 8 |  | 3 | 5 | 2 | 2 |  | 8 |

| 19 | 12 |

### Nämnder

#### Kommunstyrelse
Totalt har kommunstyrelsen 13 ledamöter. Fyra av dessa tillhör Socialdemokraterna. Moderaterna har tre ledamöter och Demokratiresan två ledamöter. Centerpartiet,  Sverigedemokraterna, Liberalerna och Kristdemokraterna har en ledamot var.
| Presidium 2022–2026    | Presidium 2022–2026 | Presidium 2022–2026 |
| ---------------------- | ------------------- | ------------------- |
| Ordförande             | S                   | Therese Mancini     |
| Förste vice ordförande | S                   | Kerstin Nilsson     |
| Andre vice ordförande  | M                   | Eva Abrahamsson     |

#### Lista över kommunstyrelsens ordförande
- Rolf Mattson, Socialdemokraterna, 1995–31 december 2006[19]
- Mats Abrahamsson, Moderaterna, 1 januari 2007–31 december 2022[20]
- Therése Mancini, Socialdemokraterna, 1 januari 2023–[21]

Denna lista hämtas från Wikidata. Informationen kan ändras där.

#### Övriga nämnder
Förutom kommunstyrelsen finns sex andra nämnder. En av dessa är gemensam för mellersta Bohuslän, nämligen miljönämnden. Nedan presenteras presidiet för respektive nämnd mandatperioden 2022–2026.
| Nämnd               | Ordförande | Ordförande                 | Vice ordförande | Vice ordförande |
| ------------------- | ---------- | -------------------------- | --------------- | --------------- |
| Omsorgsnämnden      | S          | Sanna Lundström Gustafsson | S               | Kerstin Nilsson |
| Utbildningsnämnden  | S          | Lotta Johansson            | S               | Mattias Larsson |
| Byggnadsnämnden     | S          | Britt Wall                 | S               | Stig Roos       |
| Valnämnden          | S          | Kent Östergren             | M               | Göran Svensson  |
| Krisledningsnämnden | S          | Therese Mancini            | S               | Kerstin Nilsson |

## Ekonomi och infrastruktur

### Näringsliv
Det lokala näringslivet var i början av 2020-talet baserat på fiske, stenindustri och turism. Många arbetstagare arbetade i verksamheter relaterade till fisket, så som de största arbetsgivarna Orkla Foods Sverige AB, Marenor AB och rökeriet Leöy Smögen Seafoods AB. Tillverkaren av kant- och gatsten, Bohusgranit ekonomiska förening, representerar stenindustrin. Dessutom har onrådet en lång tradition inom hantverksnäringen.

### Infrastruktur

#### Transporter
De norra och västra delarna av kommunen genomkorsas av länsväg 174 och de östra och mellersta delarna av länsväg 171.

## Befolkning

### Demografi

#### Befolkningsutveckling
Kommunen har 9 104 invånare (31 december 2024), vilket placerar den på 230:e plats avseende folkmängd bland Sveriges kommuner.
| Befolkningsutvecklingen i Sotenäs kommun 1970–2020 | Befolkningsutvecklingen i Sotenäs kommun 1970–2020 | Befolkningsutvecklingen i Sotenäs kommun 1970–2020 | Befolkningsutvecklingen i Sotenäs kommun 1970–2020 | Befolkningsutvecklingen i Sotenäs kommun 1970–2020 |
| -------------------------------------------------- | -------------------------------------------------- | -------------------------------------------------- | -------------------------------------------------- | -------------------------------------------------- |
|                                                    |                                                    |                                                    |                                                    |                                                    |
| År                                                 |                                                    |                                                    | Folkmängd                                          |                                                    |
| 1970                                               | 1970                                               |                                                    | 9 358                                              |                                                    |
| 1975                                               | 1975                                               |                                                    | 9 133                                              |                                                    |
| 1980                                               | 1980                                               |                                                    | 9 252                                              |                                                    |
| 1985                                               | 1985                                               |                                                    | 9 136                                              |                                                    |
| 1990                                               | 1990                                               |                                                    | 9 732                                              |                                                    |
| 1995                                               | 1995                                               |                                                    | 9 830                                              |                                                    |
| 2000                                               | 2000                                               |                                                    | 9 621                                              |                                                    |
| 2005                                               | 2005                                               |                                                    | 9 311                                              |                                                    |
| 2010                                               | 2010                                               |                                                    | 9 052                                              |                                                    |
| 2015                                               | 2015                                               |                                                    | 9 006                                              |                                                    |
| 2020                                               | 2020                                               |                                                    | 9 100                                              |                                                    |

## Kultur

### Kulturarv
Människor befolkade området som idag utgör Sotenäs kommun omkring 8000 år f.Kr. Lämningar från denna period är till exempel  stenkammargravar vid i Åby inom Nordens Arks område, på kyrkogården i Hunnebostrand och i Bögebacka utmed Soteleden. Från bronsåldern finns ett stort antal hällristningar och rösen bevarade, i synnerhet kring Askum, Tossene och Rished. Flera gårdar har troligen etablerats under järnåldern eller medeltiden.
På flera platser finns lämningar i landskapet efter den tid då stenindustrin tog fart i området, exempelvis på Bohus Malmön och Långö samt i Ulebergshamn, Hunnebostrand och Ävja.

### Kommunvapen
Blasonering:  I fält av silver inom en blå bård en ginbalksvis ställd störtad plattfisk.
Vid kommunbildningen var det endast Smögens landskommun som hade något heraldiskt vapen. Riksarkivet föreslog då istället detta vapen som går tillbaka på ett häradssigill från 1740-talet. Det registrerades hos PRV år 1977.

Smögens landskommun (1962–1973)
Sotenäs kommun (1977–)